# بهادر اوزترک
بهادر اوزترک (انگلیسی: Bahadır Öztürk؛ زادهٔ ۱ اکتبر ۱۹۹۵) بازیکن فوتبال اهل ترکیه است.
از باشگاه‌هایی که در آن بازی کرده‌است می‌توان به باشگاه فوتبال الازیغ‌اسپور و باشگاه فوتبال آنتالیااسپور اشاره کرد.